# Hymenophyllum atrovirens
Hymenophyllum atrovirens är en hinnbräkenväxtart som beskrevs av Col. Hymenophyllum atrovirens ingår i släktet Hymenophyllum och familjen Hymenophyllaceae. Inga underarter finns listade.